# Mtamaa
Mtamaa ist ein Verwaltungsbezirk (englisch Ward) des Distrikts Singida (MC) in der tansanischen Region Singida.

## Geografie
Mtamaa ist ein Bezirk im nördlichen Zentralteil von Tansania, etwa 15 Kilometer südwestlich des Stadtzentrums von Singida. Bei der Volkszählung 2022 lebten 8402 Menschen in 1659 Haushalten auf einer Fläche von 94 Quadratkilometern.
Der Bezirk grenzt im Westen, Süden und Osten an den Distrikt Ikungi und im Norden an zwei Bezirke des Distrikts Singida (MC):
|          | Mwankoko                                    | Unyianga |
| Minyughe | Kompassrose, die auf Nachbargemeinden zeigt | Kituntu  |
|          | Ihanja                                      |          |

## Gliederung
Der Bezirk besteht aus fünf Gemeinden (swahili Mtaa) mit sechs Orten (Kitongoji):
| Mtamaa A - Mkwio - Nkumbandii - Matutu | Mtamaa B - Mifumbu - Makyunje - Mghisiu | Mtisi | Mnyituka | Kimai |

## Infrastruktur
- Bildung: Die Mtamaa Secondary School ist eine staatliche weiterführende Schule, die Tagesschüler bis zur 4. Stufe ausbildet.[8]
- Gesundheit: In der Gemeinde Mtisi befindet sich ein staatliches Gesundheitszentrum,[9] in Mtamaa A eine staatliche Apotheke.[10]